# 欧州金属労連
欧州金属労連（おうしゅうきんぞくろうれん、英語：European Metalworkers' Federation、略称：EMF）は、ヨーロッパの金属工業産業の労働組合の国際組織である。

## 概要
1971年に設立され、本部はベルギーのブリュッセルにある。31ヵ国の68組合、約650万人の労働者が参加している。